# 2013 GK137
2013 GK137, também escrito como 2013 GK137, é um objeto transnetuniano que está localizado no Cinturão de Kuiper, uma região do Sistema Solar. Este corpo celeste é classificado como um plutino, pois, o mesmo está em uma ressonância orbital de 2:3 com o planeta Netuno. Ele possui uma magnitude absoluta de 7,3 e tem um diâmetro estimado de 153 km.

## Descoberta
2013 GK137 foi descoberto no dia 9 de abril de 2013 pelo Outer Solar System Origins Survey.

## Órbita
A órbita de 2013 GK137 tem uma excentricidade de 0,175 e possui um semieixo maior de 39,332 UA. O seu periélio leva o mesmo a uma distância de 32,461 UA em relação ao Sol e seu afélio a 48,978 UA.